# 佐藤虎次郎 (静岡県の政治家)
佐藤 虎次郎（さとう とらじろう、1902年（明治35年）1月20日 - 1983年（昭和58年）3月27日）は、日本の政治家。衆議院議員（5期）、清水市長（3期）。

## 経歴
静岡県出身。明治大学中退。沼津市議に二回当選し、副議長などを務めた。1946年（昭和21年）から1963年（昭和38年）まで衆議院議員を5期務めた (自民党)。
1965年（昭和40年）から清水市長を3期を務め、この間静岡県柑橘振興会長なども歴任。実業家としては東洋パイルヒューム管製作所会長なども務めた。